# Watts Towers
Watts Towers (Torres de Watts), também conhecida como Towers of Simon Rodia e Nuestro Pueblo são um conjunto de dezessete estruturas esculturais interligadas no parque histórico Simon Rodia State na comunidade de Watts, em Los Angeles. A mais alta das torres alcança 30 metros. O conjunto foi projetado e construído pelo italiano Simon Rodia, durante trinta e três anos, entre 1921 e 1954. O estilo empregado reflete a arte bruta e a arte naïf.